# 縫い代
縫い代（ぬいしろ）は、2枚の布を縫い合わせる時の、縫い目と裁ち目のあいだの部分。裁ち切りのままでは布の構造上ほつれてしまうことが多いので、裁ち目の始末や縫い代の始末をする。まつり縫い・かがり縫い・折り伏せ・巻き伏せ・袋縫いなど様々な種類がある。